# Lucas Boyé
Pour les articles homonymes, voir Boyé.
Lucas Boyé, né le 28 février 1996 à San Gregorio en Argentine, est un footballeur italo-argentin qui évolue au poste d'attaquant au Grenade CF. Il est surnommé "El Tanque" et "El Toro".

## Biographie

### Carrière en club

#### Débuts en Argentine
Lucas Boyé a été appelé par Ramon Diaz pour participer à la pré-saison de River Plate à Salta en janvier 2014. Son premier match (non-officiel) à lieu le 29 janvier 2014 lors d'un match amical contre San Lorenzo à l'Estadio Padre Ernesto Martearena à Salta, il a remplacé Jonathan Fabbro 23 minutes après le début de la seconde mi-temps. River Plate a perdu 1-3.
Peu de temps après, il  rejoue avec l'équipe première dans un autre match amical, cette fois contre l'équipe provinciale de San Luis, il entre au début de la seconde période pour remplacer Daniel Villalba dans un match que River Plate a remporté 3-1. Il a fait ses débuts officiels contre Ferro Carril Oeste lors du tournoi final de la Copa Argentina 2013-2014, dans un match que River Plate a remporté 6-5 aux tirs au but.
Ses débuts en Primera División ont eu lieu lors d'un match nul 1-1 contre le Gimnasia y Esgrima le premier jour du 2014 Torneo de Transition. Quatre jours plus tard, le 31 août, Boyé a marqué son premier but en Primera División sur une passe décisive de Tomas Martinez, le troisième d'un match que River a remporté 3-1 contre San Lorenzo.
Le 8 septembre 2015 il est prêté 1 an au Newell's Old Boys.

#### Torino FC
Le 1er février 2016, il signe libre avec le club italien Torino FC pour quatre saisons.
Il joue au club pendant 1 an et demi, il joue plusieurs matchs mais ne parvient pas à s'imposer dans le 11, il sera prêté les saisons suivantes.

#### Celta Vigo
Le 31 janvier 2018, il est prêté en Espagne au Celta Vigo pour une saison. Il joue 13 matchs en Championnat mais ne marque aucun but.

#### AEK Athènes
Le 18 juillet 2018, Boyé rejoint AEK pour en prêt d'un an payant de 450k €. Il marque son premier but le 28 octobre 2018 lors d'un match remporté 4-0 à domicile contre l'Áris Salonique. Le 23 février 2019, il a marqué le premier doublé de sa carrière, permettant à l'AEK Athènes de s'imposer 2-1 à domicile contre l'Apóllon Smýrnis.

#### Reading FC
Le 2 août 2019, le club anglais de deuxième division, Reading, a annoncé la signature de Lucas Boyé pour un prêt d'une saison en provenance du Torino FC.
Il a marqué son premier but pour Reading lors d'un match d'EFL Cup contre Wolverhampton le 25 septembre 2019. Cependant, il a raté un penalty lors des tirs au but dans le même match. Reading a finalement perdu.

#### Elche CF
Le 21 septembre 2020, il signe avec Elche CF, promu en Liga, en prêt avec option d'achat de 2M € qui sera levée la saison suivante par le club.

#### Granada
Le 30 août 2023, Boyé a rejoint le côté de La Liga Granada pour un montant rapporté de 7 millions d'euros, plus des bonus, signant un contrat de quatre ans avec le club,,.

## Statistiques
| Saison                | Club                     | Championnat           | Championnat | Championnat | Championnat | Coupe nationale | Coupe nationale | Coupe nationale | Coupe de la Ligue | Coupe de la Ligue | Coupe de la Ligue | Supercoupe | Supercoupe | Supercoupe | Compétition(s) continentale(s) | Compétition(s) continentale(s) | Compétition(s) continentale(s) | Compétition(s) continentale(s) | Total | Total | Total |
| Saison                | Club                     | Division              | M.          | B.          | P.d.        | M.              | B.              | P.d.            | M.                | B.                | P.d.              | M.         | B.         | P.d.       | Comp.                          | M.                             | B.                             | P.d.                           | M.    | B.    | P.d.  |
| 2014                  | River Plate              | Primera División      | 17          | 1           | 0           | 3               | 0               | 0               | -                 | -                 | -                 | -          | -          | -          | CS                             | 6                              | 0                              | 0                              | 26    | 1     | 0     |
| 2015                  | River Plate              | Primera División      | 9           | 1           | 0           | 2               | 0               | 0               | -                 | -                 | -                 | -          | -          | -          | -                              | -                              | -                              | -                              | 11    | 1     | 0     |
| Sous-total            | Sous-total               | Sous-total            | 26          | 2           | 0           | 5               | 0               | 0               | -                 | -                 | -                 | -          | -          | -          | -                              | 6                              | 0                              | 0                              | 37    | 2     | 0     |
| 2015                  | Newell's Old Boys (prêt) | Primera División      | 6           | 1           | 1           | 1               | 0               | 0               | -                 | -                 | -                 | -          | -          | -          | -                              | -                              | -                              | -                              | 7     | 1     | 1     |
| 2016                  | Newell's Old Boys (prêt) | Primera División      | 16          | 1           | 3           | 1               | 0               | 0               | -                 | -                 | -                 | -          | -          | -          | -                              | -                              | -                              | -                              | 17    | 1     | 3     |
| Sous-total            | Sous-total               | Sous-total            | 22          | 2           | 4           | 2               | 0               | 0               | -                 | -                 | -                 | -          | -          | -          | -                              | -                              | -                              | -                              | 24    | 2     | 4     |
| 2016-2017             | Torino FC                | Série A               | 30          | 1           | 2           | 3               | 2               | 0               | -                 | -                 | -                 | -          | -          | -          | -                              | -                              | -                              | -                              | 33    | 3     | 2     |
| 2016-2017             | Torino FC                | Série A               | 11          | 0           | 1           | 3               | 0               | 0               | -                 | -                 | -                 | -          | -          | -          | -                              | -                              | -                              | -                              | 14    | 0     | 1     |
| Sous-total            | Sous-total               | Sous-total            | 41          | 1           | 3           | 6               | 2               | 0               | -                 | -                 | -                 | -          | -          | -          | -                              | -                              | -                              | -                              | 47    | 3     | 3     |
| 2017-2018             | Celta Vigo (prêt)        | LaLiga                | 13          | 0           | 0           | -               | -               | -               | -                 | -                 | -                 | -          | -          | -          | -                              | -                              | -                              | -                              | 13    | 0     | 0     |
| Sous-total            | Sous-total               | Sous-total            | 13          | 0           | 0           | -               | -               | -               | -                 | -                 | -                 | -          | -          | -          | -                              | -                              | -                              | -                              | 13    | 0     | 0     |
| 2018-2019             | AEK Athènes (prêt)       | Super League          | 23          | 6           | 1           | 9               | 0               | 1               | -                 | -                 | -                 | -          | -          | -          | C1                             | 4                              | 0                              | 0                              | 36    | 6     | 2     |
| Sous-total            | Sous-total               | Sous-total            | 23          | 6           | 1           | 9               | 0               | 1               | -                 | -                 | -                 | -          | -          | -          | -                              | 4                              | 0                              | 0                              | 36    | 6     | 2     |
| 2019-2020             | Reading FC (prêt)        | EFL Championship      | 19          | 0           | 0           | 2               | 1               | 0               | 3                 | 1                 | 1                 | -          | -          | -          | -                              | -                              | -                              | -                              | 24    | 2     | 1     |
| Sous-total            | Sous-total               | Sous-total            | 19          | 0           | 0           | 2               | 1               | 0               | 3                 | 1                 | 1                 | -          | -          | -          | -                              | -                              | -                              | -                              | 24    | 2     | 1     |
| 2020-2021             | Elche CF (prêt)          | LaLiga                | 34          | 7           | 2           | 2               | 1               | 1               | -                 | -                 | -                 | -          | -          | -          | -                              | -                              | -                              | -                              | 36    | 8     | 3     |
| 2021-2022             | Elche CF                 | LaLiga                | 14          | 5           | 3           | -               | -               | -               | -                 | -                 | -                 | -          | -          | -          | -                              | -                              | -                              | -                              | 14    | 5     | 3     |
| Sous-total            | Sous-total               | Sous-total            | 48          | 12          | 3           | 2               | 1               | 1               | -                 | -                 | -                 | -          | -          | -          | -                              | -                              | -                              | -                              | 50    | 13    | 4     |
| Total sur la carrière | Total sur la carrière    | Total sur la carrière | 192         | 23          | 13          | 26              | 4               | 2               | 3                 | 1                 | 1                 | -          | -          | -          | -                              | 10                             | 0                              | 0                              | 231   | 28    | 16    |

## Palmarès
River Plate
| - Copa Sudamericana (1) : - Vainqueur : 2014. - Recopa Sudamericana (1) : - Vainqueur : 2015. - Copa EuroAmericana (1) : - Vainqueur : 2015 |  | - Copa Libertadores (1) : - Vainqueur : 2015 - Suruga Bank Championship (1) : - Vainqueur : 2015. |